# Lerala
Lerala è un villaggio del Botswana situato nel distretto Centrale, sottodistretto di Serowe Palapye. Il villaggio, secondo il censimento del 2011, conta 6.871 abitanti.

## Località
Nel territorio del villaggio sono presenti le seguenti 20 località:
- Jwelejwete di 30 abitanti,
- Kukubjwe di 9 abitanti,
- Lenkwaneng di 1 abitante,
- Lephaneng di 72 abitanti,
- Lerala Lands,
- Lerala Vet Gate di 4 abitanti,
- Mmabereku di 4 abitanti,
- Mmabohume di 37 abitanti,
- Mmakgabo di 154 abitanti,
- Mmamahututu di 2 abitanti,
- Mokgacha,
- Motobetsong di 38 abitanti,
- Nakatsakgokong di 15 abitanti,
- Nawane,
- Ngwapa Lerala di 36 abitanti,
- Pakame di 60 abitanti,
- Rakeswele,
- Sesulela di 61 abitanti,
- Taukoma di 34 abitanti,
- Thakadiawa di 27 abitanti